# Fingerkloppe
Fingerkloppe oder auch nur Kloppe, manchmal auch Metzger, Bratzln‚ Pfötchen, Knipper, Rot Händle, Rote Straße, Folter-Skat, Fleischer, Feuer oder Folter-Mau-Mau ist ein Kartenspiel, welches im Normalfall mit einem Skatblatt mit 32 Karten gespielt wird. Je nach Spieleranzahl kann sich die Kartenanzahl jedoch erhöhen. Das Spiel ist vor allem im deutschen Raum bei Kindern und Jugendlichen verbreitet.

## Spielablauf

### Kartenspiel
Jeder Spieler erhält vier Karten. Der Spieler rechts vom Geber erhält fünf und beginnt die Runde. Ziel des Spiels ist es, vier Karten mit dem gleichen Zahlenwert (ein sogenanntes Quartett) auf der Hand zu bekommen (z. B. vier Bauern). Dies wird erreicht, indem die „fünfte“ Karte immer weiter an den jeweils rechten Mitspieler gereicht wird. Dieser behält die Karte und gibt eine andere, oder er gibt die ihm gereichte Karte weiter. Ist eine Karte einmal herumgegangen, ist sie aus dem Spiel und es wird eine neue Karte vom Talon genommen. Erreicht ein Mitspieler das Ziel und hat vier gleiche Karten auf der Hand, so legt er diese offen vor sich hin und ruft: „Fingerkloppe!“. Sofort müssen die anderen Mitspieler ihre Karten ebenfalls offen ablegen. Wer dies als letztes tut, hat verloren. Bei zwei Spielern verliert der, der es nicht geschafft hat, vier gleiche Karten zu sammeln.

### Bestrafung
Nach dem Kartenspiel kommt es zur Bestrafung des Verlierers. Dafür haben sich zwei verschiedene Bestrafungen etabliert:
Im ursprünglichen Fall benennt der Verlierer eine Karte (z. B. Herz Ass) und der Gewinner zählt vom gemischten Talon von oben herab die Karten ab, bis die Wunschkarte erscheint. Mit diesem Stapel wird der Verlierer auf die gestreckten Fingerspitzen geschlagen.
Auch im zweiten Fall benennt der Verlierer eine beliebige Karte, dabei gibt er zudem an, ob von oben oder von unten vom Talon gezogen wird. Dann legt er eine Hand mit der Innenseite nach unten auf den Tisch. Der Gewinner zieht nun die oberste oder unterste Karte, je nach Wunsch. Die Farbe zeigt an, was dem Verlierer widerfährt:
- Herz = Handrücken streicheln
- Karo = man „ratscht“ einmal fest mit den Fingerknochen über den Handrücken
- Pik = auf dem Handrücken mit der Faust schlagen
- Kreuz = Handrücken kneifen

Dies passiert solange, bis die genannte Karte des Verlierers kommt. Danach beginnt eine neue Runde.

## Variationen
- Jeder Mitspieler, nicht nur der Gewinner, bestraft den Verlierer.
- Man nimmt von einem Kartenspiel so viele Quartette heraus, wie die Anzahl der teilnehmenden Spieler ist (bei vier Spielern also 16 Karten). Diese Karten werden gemischt und gleichmäßig verteilt. Nun wird wie beim normalen Spiel einfach eine Karte weiter gegeben, solange, bis jemand vier Karten mit gleichem Zahlenwert auf der Hand hat.
- Zieht der Verlierer bei der Bestrafung die Hand weg, so muss er den gesamten Stapel als Bestrafung hinnehmen.